# Jeunesse (film, 1997)
Pour les articles homonymes, voir Jeunesse (homonymie).
Pour plus de détails, voir Fiche technique et Distribution.
Jeunesse est un film français réalisé par Noël Alpi et sorti en 1997.

## Synopsis
Stéphane, jeune provincial, arrive à Paris pour intégrer l'École normale supérieure. Malgré le soutien affectif de ses contacts parisiens, son cousin Dorval, célèbre romancier, et Clémence, la compagne de celui-ci, Stéphane s'égare en nouant des relations illusoires et éphémères. Allant en déconvenues amoureuses avec Louise puis avec Lina, il est finalement impliqué dans une histoire d'argent volé. Il ne devra son salut qu'à son cousin Dorval qui, grâce à son influence, le sortira de la prison. Stéphane rentrera au pays après avoir gaspillé sa jeunesse…

## Fiche technique
- Titre original : Jeunesse
- Réalisation : Noël Alpi
- Scénario : Noël Alpi, Antoinette de Robien, Dominique Wood
- Musique : Bruno Coulais
- Chansons interprétées par Arielle Dombasle
- Direction de la photographie : Sabrina Varani, Axel Cosnefroy, Marine Leys
- Son : François Maurel, Florent Ravalec
- Montage : Minh Tam Nguyen, François Tourtet
- Décors : Virginie Tissot, Yann Blanc, Clément Colin, Laure Lepelley-Monbillard
- Costumes : Carole Thibault-Beaupoil
- Pays d'origine :  France
- Langue de tournage : français
- Producteurs : Anne Bernard, Frédéric Bouchet, Frédéric Joubaud, Éric Mahé
- Société de production : Stellaire Productions
- Société de distribution : Stellaire Productions
- Format : couleur — 35 mm — 1.66:1 — son stéréophonique
- Genre : comédie dramatique
- Durée : 86 minutes
- Date de sortie : 
  - France : 16 juillet 1997

## Distribution
- Jérémie Covillault : Stéphane
- Sonja Codhant : Louise
- Blandine Lenoir : Lina
- Nicolas Koretzky : Luc
- Bernard Le Coq : Dorval
- Arielle Dombasle : Clémence
- Ann-Gisel Glass : Michèle
- Marina Vlady : Miss Alice
- Christopher Buchholz : Norman
- Vania Vilers : Lusardi
- Chantal Ladesou : Jeanne
- Guillaume Gallienne : le Lyonnais
- Frédéric Gorny